# Face à l'Océan
Pour plus de détails, voir Fiche technique et Distribution.
Face à l'Océan est un film français réalisé par René Leprince, sorti en 1920.

## Synopsis
Bernard et Richard Lefranc sont les deux fils d'un armateur. L'aîné, Bernard, se marie avec une riche héritière, le même jour où le cadet, Richard, épouse une fille de pêcheurs.
Des années plus tard, les deux frères sont morts en mer et leurs épouses sont décédées. Germaine, la fille de Richard, va rapprocher le grand père de tous ses petits enfants.

## Fiche technique
- Titre original : Face à l'Océan
- Réalisation : René Leprince
- Scénario : René Leprince
- Photographie : Julien Ringel, Léonce-Henri Burel
- Société de production : Pathé Cinéma
- Société de distribution : Pathé Cinéma
- Pays de production :  France
- Langue originale : français
- Format : Noir et blanc  — 35 mm — 1,37:1 — Film muet
- Genre : drame
- Durée : 58 minutes
- Date de sortie : 
  - France : 5 novembre 1920

## Distribution
- Ernest Maupain : le père Lefranc
- Jean Lorette : Bernard Lefranc / Richard Lefranc
- Adrienne Duriez : Hélène d'Argel, la femme de Bernard
- Madeleine Erickson : Louise Kermarech, la femme de Richard
- Christiane Delval : Germaine
- Hélène Darly
- Léone Balme
- Jean Salvat
- Cosette Dacier

## À noter
- Le film a été tourné dans les Côtes-d'Armor, dans la baie de Saint-Brieuc, à Saint-Quay-Portrieux, Étables-sur-Mer et Binic[1]